# Binyomin Jacobs
J.S. (Binyomin) Jacobs (Amsterdam, 1949) is een Nederlandse rabbijn, woonachtig in Amersfoort. Eind 2008 werd hij benoemd tot opperrabbijn van het Interprovinciaal Opperrabbinaat (IPOR). Hieronder vallen alle joodse gemeenten van Nederland behalve de veruit grootste gemeente Amsterdam en de grootste mediene-gemeente Den Haag, alsmede Rotterdam.

## Biografie
J.S. Jacobs is een telg uit een oud Nederlands-Joods geslacht, met voorouders uit Sneek, Steenwijk, Denekamp en Groningen. Zijn ouders waren van Asjkenazisch-Joodse afkomst en beiden overlevenden van de Tweede Wereldoorlog. Jacobs studeerde na zijn gymnasium-eindexamen aan jeshiewot (Talmoedhogescholen) in Frankrijk en Israël. Hij heeft later in het kollel van rabbijn Isser Yehuda Unterman (de toenmalige opperrabbijn van Israël) zijn semiecha (rabbinale bevoegdheid) en sjiemoesj (rabbinale bevoegdheid om halachische uitspraken te doen) ontvangen en van rabbijn Zalman Nechemja Goldberg, een vooraanstaande rabbijn in Israël. Ook draagt de opperrabbijn de universitaire titel van Master op het gebied van geestelijke verzorging.
Jacobs is de opperrabbijn van het Interprovinciaal Opperrabbinaat, voorzitter van het Rabbinaal College voor Nederland en is als rabbijn van het Rabbinaat van het Sinai Centrum te Amstelveen, het enige Joodse psychiatrische centrum in Europa met 198 bewoners en meer dan 3000 ambulante cliënten.
De opperrabbijn rekent zich tot de stroming van de Lubavitcher chassidiem die bekendstaan om hun openheid naar zowel de niet-religieuze joodse gemeenschap als naar de niet-joodse samenleving.

## Persoonlijk
Rabbijn Shneur Shusterman is getrouwd met de kleindochter van Jacobs.

## Israël
Toen op 17 maart 2019 de slachtoffers van terroristische aanslagen in twee moskeeën in Christchurch in Nieuw-Zeeland werden herdacht op de Dam in Amsterdam was hij een van de sprekers. Toen hij het woord voerde keerde een klein groepje anti-Israël demonstranten hem de rug toe. (De rabbijn identificeert zich namelijk volledig en openlijk met de staat Israël). Ook verleent hij een zekere medewerking aan de pro-Israëlische organisatie Christenen voor Israël.

### anti-BDS
Op de website van de organisatie Christenen voor Israël propageerde Jacobs – reagerend op een BDS-boycotactie in Enschede – de consumptie van Israëlische aardappelen: "Ze smaken heerlijk en zijn gezond!" In het Nederlands Dagblad  stelde hij dat met BDS het antisemitisme "alledaags is geworden" en "het 'Koop niet bij Joden' weer terug is in het straatbeeld", daarmee de Enschedese activisten associërend met het nazisme. Om te vervolgen: "Wie de ideeën van BDS doorvoert, maakt het bestaan van de staat Israël onmogelijk." 
Hij verweet de Enschedese demonstranten "in de directe nabijheid" van een synagoge en het Mauthausen-monument actie te hebben gevoerd en denkbeelden te koesteren "die officieel staan aangemerkt als antisemitisch". De Enschedese werkgroep wees Jacobs er op dat haar eerste actie bijna een kilometer van de synagoge en het monument plaatsvond. En bovenal dat de acties niet gericht zijn tegen "de joodse gemeenschap in Twente of waar dan ook", maar tegen het beleid van de Israëlische regering, tegen Israëls "bezettings- en apartheidspolitiek"; dat (anti-)Israël niet betekent (anti-)Joods. Dat die AH-aardappelen "geen Joodse, maar Israëlische piepers zijn".

## Nevenfuncties
Jacobs bekleedt talrijke bestuursfuncties. Zo was hij vicevoorzitter van het Cheider, de traditioneel Joodse School in Amsterdam. Aan deze school speelde in 2012 een misbruikzaak die in 2018 resulteerde in de veroordeling van de betrokken leraar, maar in 2021 in hoger beroep eindigde met vrijspraak. Hij werd door ouders die aangifte wilden doen beschuldigd dit te hebben ontmoedigd. Hij meende altijd de geldende regels te hebben opgevolgd.
Vanwege zijn weigering om in gesprek te gaan met de Joodse Gemeente Amsterdam (NIHS) schortte deze de contacten met hem en met de rabbinale overlegorganen waar Jacobs in zit op. De Joodse gemeenten Rotterdam en Den Haag en het Interprovinciaal Opperrabinaat (IPOR) bleven achter Jacobs staan. Zij namen in felle bewoordingen afstand van het Amsterdamse bestuur. Dat was immers niet de werkgever van de Opperrabbijn en zou het recht niet hebben om de Opperrabbijn op het matje te roepen. Nadien herstelden de relaties zich weer, onder andere door verschillende bestuurswisselingen.
De opperrabbijn is regelmatig spreker bij Christenen voor Israël en maakte zich sterk voor een nationaal coördinator antisemitismebestrijding. Naar aanleiding van een initiatief-nota in 2019 van de Yesilgöz-Zegerius (VVD) en Segers van de CU werd op 1 april 2021 een Nationaal Coördinator Antisemitismebestrijding ingesteld.
Jacobs bouwde in de ruim veertig jaar dat hij werkzaam was binnen Joods Nederland een uitvoerig netwerk op binnen de landelijke en lokale politiek, alsmede binnen de diverse kerken, vooral binnen de orthodox-protestants-christelijke gemeenschap en binnen de Rooms-Katholieke Kerk. Hij geeft regelmatig Joodse Lezingen.
Hij heeft hechte contacten met Nationaal Monument Kamp Vught, Kamp Amersfoort, herinneringscentrum voormalig Kamp Westerbork en was bij de organisatie van vele tentoonstellingen over jodendom betrokken. In het Joods Historisch Museum geeft de rabbijn in een videofilm uitleg aan de bezoekers over de betekenis van een synagoge. Ook in Museumpark Orientalis Heilig Land Stichting bij Nijmegen wordt reeds tientallen jaren een film vertoond waarin hij de bezoeker virtueel rondleidt in de synagoge waarin de bezoeker zich bevindt. Ook in Sjoel Elburg en Bourtange is de opperrabbijn aanwezig op de monitoren en videoschermen.

## Opvattingen
Volgens Jacobs is secularisme een nieuwe godsdienst in ons land. We moeten samen de hoogste prioriteit geven aan het tegengaan van de secularisatie. We moeten er samen tegen vechten. Dit zei hij in zijn rede tgv de rooms-katholieke "Dag van het Jodendom" van januari 2018. Bij die gelegenheid zei hij mbt Mgr. Herman Woorts , die binnen de Nederlandse bisschoppenconferentie verantwoordelijke is voor het contact met joodse kerkgenootschappen/organisaties in Nederland: "wij zijn vrienden van elkaar". Ook met het Neocatechumenaat onderhoudt hij vriendschappelijke betrekkingen, zo zei hij.

## Onderscheiding
Op 27 april 2012 is opperrabbijn Jacobs benoemd tot Officier in de Orde van Oranje-Nassau.

## Trivia
- Jacobs vindt dat Ajacieden zich geen joden moeten noemen, maar 'jodenkoeken' vindt hij geen enkel probleem.[15]